# Аттіка (містечко, Нью-Йорк)
Аттіка (англ. Attica) — місто (англ. town) в США, в окрузі Вайомінг штату Нью-Йорк. Населення — 5790 осіб (2020).

## Демографія
Згідно з переписом 2010 року, у місті мешкали 7702 особи в 1584 домогосподарствах у складі 1076 родин. Було 1729 помешкань
Расовий склад населення:
| - 64,4 % — білих - 29,7 % — чорних або афроамериканців - 0,6 % — корінних американців - 0,5 % — азіатів - 4,4 % — осіб інших рас |

До двох чи більше рас належало 0,5 %. Частка іспаномовних становила 8,5 % від усіх жителів.
За віковим діапазоном населення розподілялося таким чином: 12,5 % — особи молодші 18 років, 79,7 % — особи у віці 18—64 років, 7,8 % — особи у віці 65 років та старші. Медіана віку мешканця становила 38,0 року. На 100 осіб жіночої статі у місті припадало 283,4 чоловіків;  на 100 жінок у віці від 18 років та старших — 340,4 чоловіків також старших 18 років.
Середній дохід на одне домашнє господарство  становив 68 049 доларів США (медіана — 61 951), а середній дохід на одну сім'ю — 77 857 доларів (медіана — 73 534). Медіана доходів становила 50 028 доларів для чоловіків та 34 435 доларів для жінок. За межею бідності перебувало 7,1 % осіб, у тому числі 10,4 % дітей у віці до 18 років та 3,5 % осіб у віці 65 років та старших.
Цивільне працевлаштоване населення становило 2083 особи. Основні галузі зайнятості: освіта, охорона здоров'я та соціальна допомога — 16,9 %, публічна адміністрація — 15,3 %, виробництво — 14,3 %.